# Joseph Le Gall
Pour les articles homonymes, voir Le Gall.
 (avril 2021).
La mise en forme du texte ne suit pas les recommandations de Wikipédia : il faut le « wikifier ».
Les points d'amélioration suivants sont les cas les plus fréquents :
- Les titres sont pré-formatés par le logiciel. Ils ne sont ni en capitales, ni en gras.
- Le texte ne doit pas être écrit en capitales (les noms de famille non plus), ni en gras, ni en italique, ni en « petit »…
- Le gras n'est utilisé que pour surligner le titre de l'article dans l'introduction, une seule fois.
- L'italique est rarement utilisé : mots en langue étrangère, titres d'œuvres, noms de bateaux, etc.
- Les citations ne sont pas en italique mais en corps de texte normal. Elles sont entourées par des guillemets français : « et ».
- Les listes à puces sont à éviter, des paragraphes rédigés étant largement préférés. Les tableaux sont à réserver à la présentation de données structurées (résultats, etc.).
- Les appels de note de bas de page (petits chiffres en exposant, introduits par l'outil «  Source ») sont à placer entre la fin de phrase et le point final[comme ça].
- Les liens internes (vers d'autres articles de Wikipédia) sont à choisir avec parcimonie. Créez des liens vers des articles approfondissant le sujet. Les termes génériques sans rapport avec le sujet sont à éviter, ainsi que les répétitions de liens vers un même terme.
- Les liens externes sont à placer uniquement dans une section « Liens externes », à la fin de l'article. Ces liens sont à choisir avec parcimonie suivant les règles définies. Si un lien sert de source à l'article, son insertion dans le texte est à faire par les notes de bas de page.
- La présentation des références doit suivre les conventions bibliographiques. Il est recommandé d'utiliser les modèles {{Ouvrage}}, {{Chapitre}}, {{Article}}, {{Lien web}} et/ou {{Bibliographie}}. Le mode d'édition visuel peut mettre en forme automatiquement les références.
- Insérer une infobox (cadre d'informations à droite) n'est pas obligatoire pour parachever la mise en page.

Pour une aide détaillée, merci de consulter Aide:Wikification.
Si vous pensez que ces points ont été résolus, vous pouvez retirer ce bandeau et améliorer la mise en forme d'un autre article.
Joseph Le Gall (Sainte-Sève, 29 décembre 1907 - Douarnenez, 14 mai 1981), dit « Job l’imagier de Locronan », est un sculpteur français. Il s’installe au village de Locronan en 1929 où il travaille jusqu’à ses derniers jours.

## Biographie
Un article de la revue régionale bretonne ADSAO,, raconte ses débuts méconnus. Job aurait poussé son instruction jusqu’au certificat d’étude puis commencé sa carrière de sculpteur comme apprenti ébéniste à l’atelier de M. Kerautret de Morlaix où il serait resté entre trois et quatre ans. Il a travaillé ensuite à l’atelier Tréanton à Morlaix, galerie d’antiquité, atelier de restauration et sculpture. Son passage à l’atelier est illustré par une photo datée de 1927 montrant Job aux côtés de ses compagnons. Chez Treanton, il commence sa carrière dans la sculpture de saints bretons. Ensuite, Il part faire son service militaire en Afrique aux tirailleurs algériens. À son retour, il se serait rendu à Paris où il n’aurait travaillé qu’une brève période dans un atelier d'ébénisterie.
En 1929, il se fixe à Locronan où il restera jusqu’à ses derniers jours. À ses débuts, il vit dans un grenier loué au milieu d'instruments agricoles et y travaille de la restauration de mobilier breton mais surtout de la sculpture. On se rappelle surtout de lui à l’établi en plein air sur la place de l’église.

## Influences

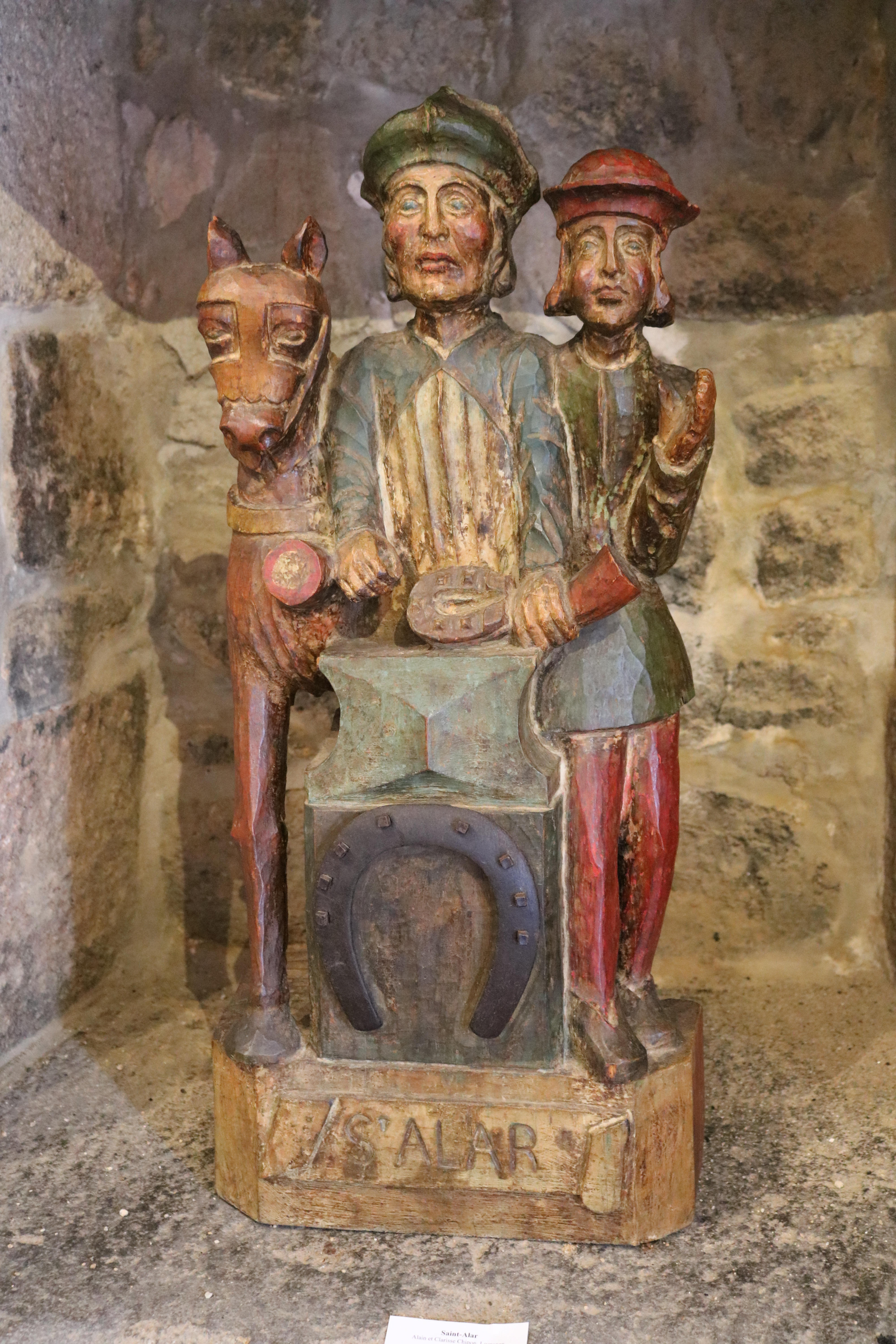
Sculpture exposée lors de l'exposition d'hommage marquant les 40 ans de la disparition de Job, "Job et Locronan, deux noms indissociables".

Tout au long de sa carrière de sculpteur, Joseph Le Gall s’inspire des images exposées dans les édifices religieux. Saint Christophe, Saint Michel et Saint Roch de l’église de Locronan, Saint Côme et Saint Damien de la chapelle de Saint Nic, le groupe de Sainte Apolline, Saint Alar, l’Ankou de Ploumilliau, ou bien encore Sainte Anne Trinitaire, dévotion particulière du culte breton, sont quelques exemples de son univers de référence. Son œuvre comprend également des thèmes iconographiques de l’art chrétien comme des épisodes de la Nativité, la fuite en Égypte, le massacre des Innocents inspirés de calvaires monumentaux bretons.
Il se fait également une renommée dans la région à travers ses bustes réalisés en bois, représentant personnalités locales, pêcheurs, ou bien encore célébrités et personnalités politiques. Usant sa mémoire, aidée uniquement de deux photos, face et profil, il a le don de sculpter des bustes d’une frappante ressemblance,.
Job accède à un cercle de personnalités de renommée locale et nationale, peintres, artistes, politiques, par l’intermédiaire de Charles Daniélou, maire de Locronan à l’époque. Les bustes, notamment, suscitaient une grande admiration dans ce milieu. Il fréquente le docteur Augustin Tuset, Jean Moulin et René Quilivic.
Entre les années 1930 et 1950, il collabore avec la faïencerie Henriot Quimper pour laquelle une quinzaine de ses modèles de sculptures a servi à la production de faïences.

## Œuvre

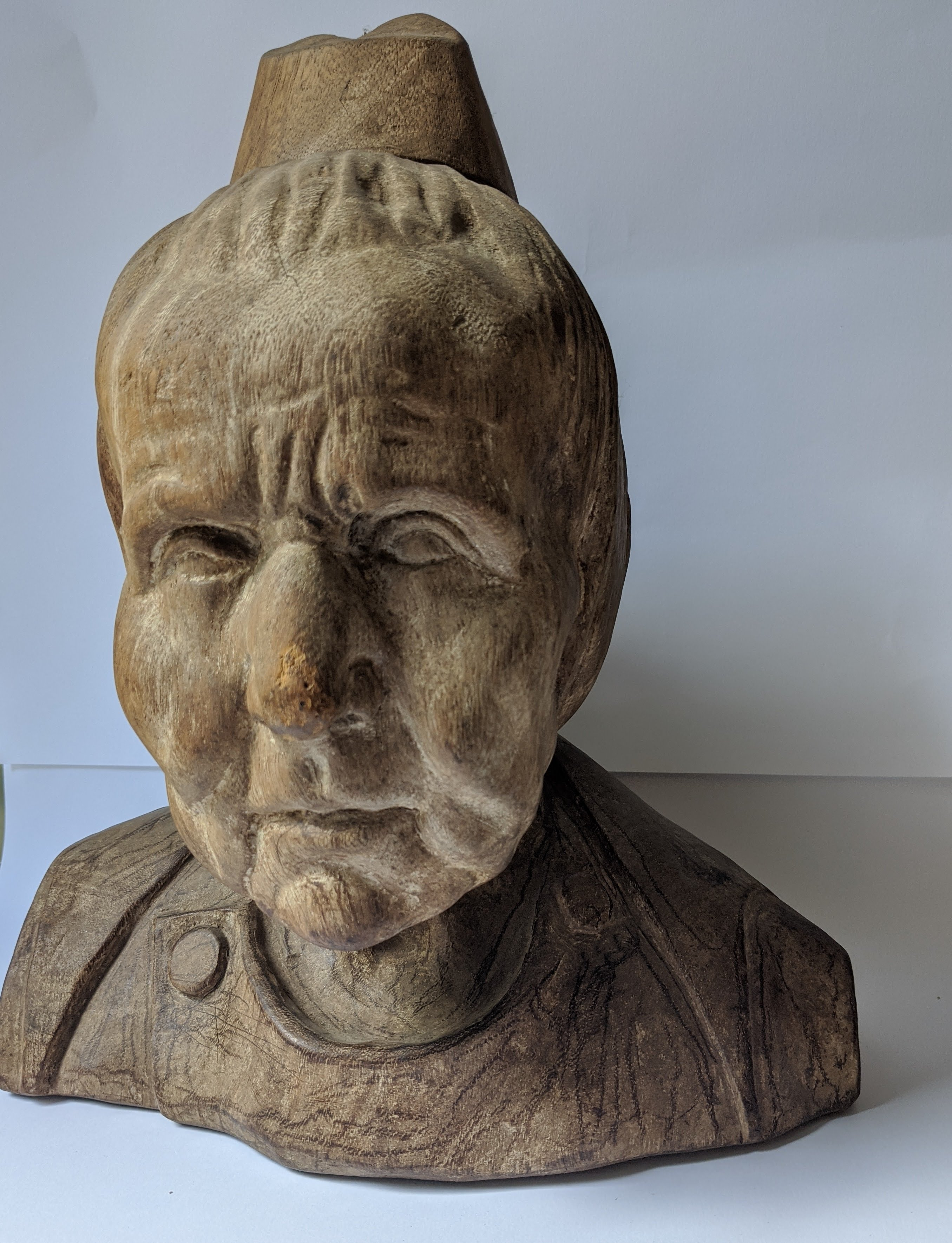
Buste Sculpté par Joseph Le Gall représentant une locronanaise

Joseph Le Gall produit principalement des sculptures en bois, en support brut ou peintes polychromes, moulages en ciment, mais aussi quelques pièces taillées sur pierre. Plus tard, Éliane Boussard, son épouse, participe au travail final de peinture polychrome et de vieillissement artificiel. Cette technique consistait à jeter de l’essence de térébenthine sur les sculptures puis à les passer brièvement aux flammes. En sa compagnie, elle au volant, ils ont l’habitude de parcourir la région pour trouver ses modèles d’inspiration dans les chapelles et les églises bretonnes.
Tout au long de sa carrière de sculpteur, Job perfectionne ses techniques de production. Dans la région, il fut un précurseur dans l’usage d’outils de reproduction, notamment les machines mécaniques et pantographes. Il a fait évoluer sa technique en ayant recours aux moulages en plâtre, ainsi qu’à la fabrication personnelle de moules en caoutchouc et l’élaboration de compositions à base de ciment.

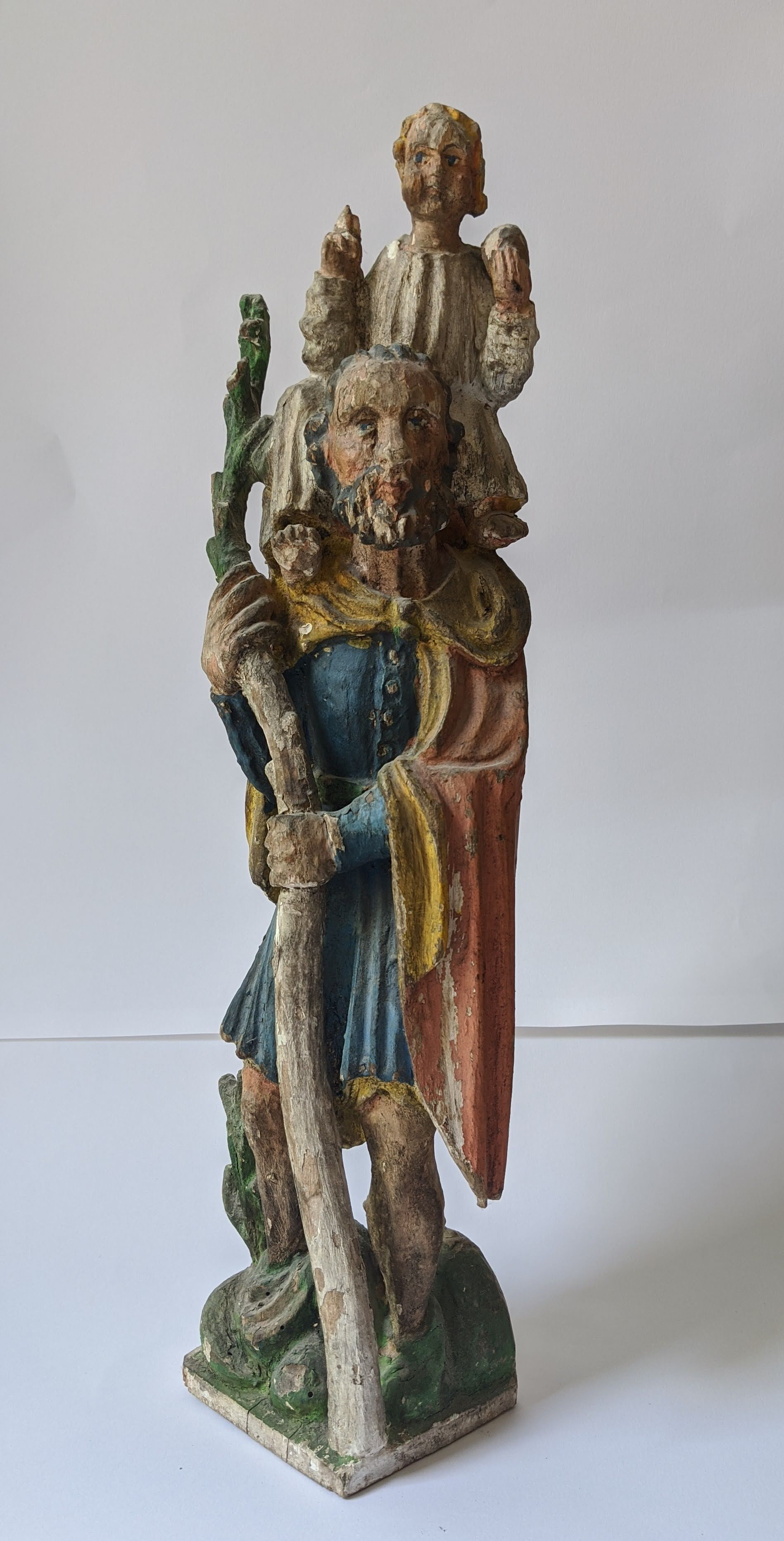
Sculpture réalisée par Joseph Le Gall, inspirée du Saint Christophe de l'église de Locronan

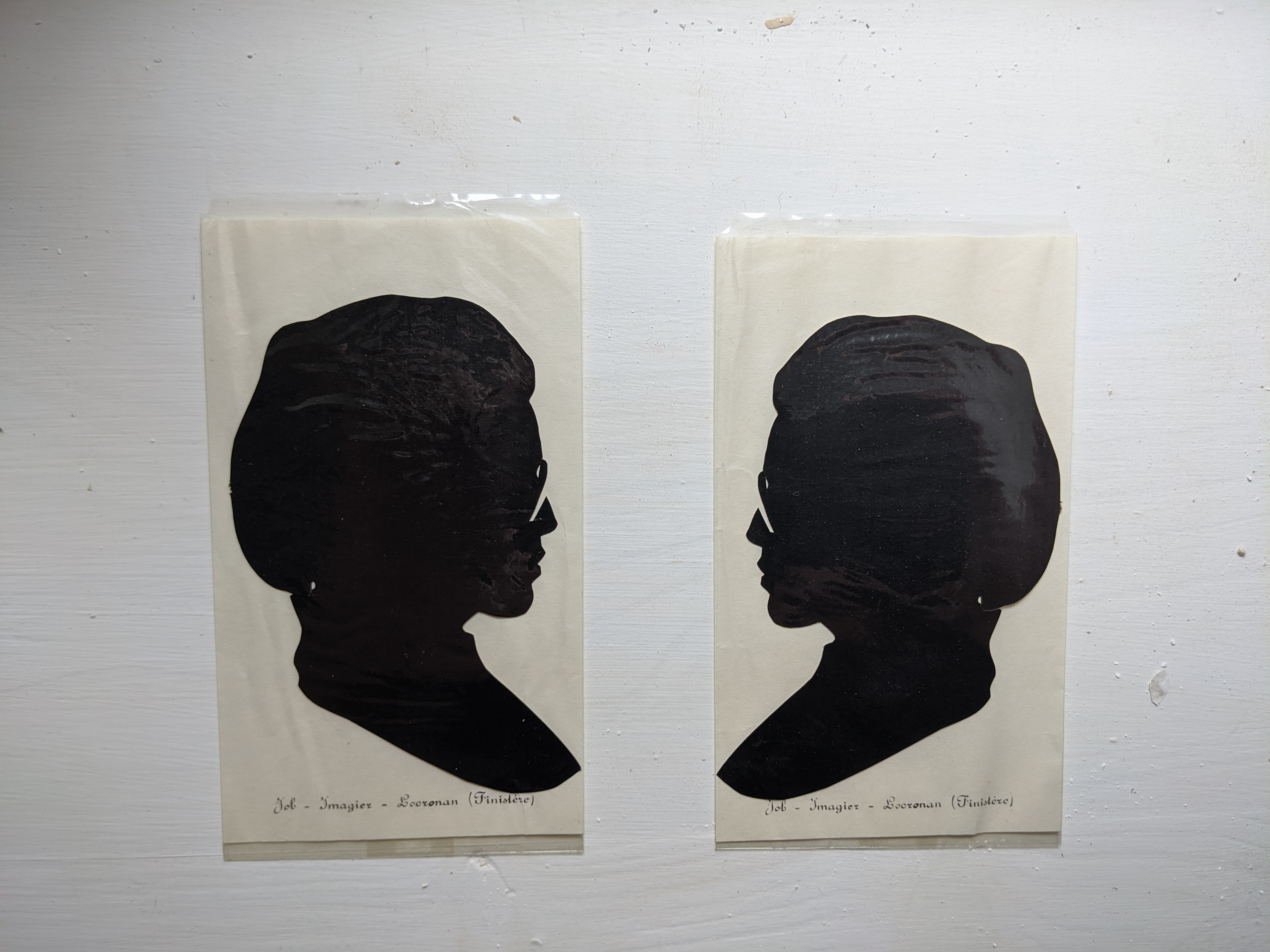
Silhouette de la collection privée d'Hervé Le Bihan, Locronan

Beaucoup se souviennent de lui comme silhouettiste. Il aurait appris l’art du découpage en s'entraînant avec du papier journal. On raconte qu’il était capable de croquer plus d’une centaine de silhouettes quotidiennement lors d’une saison estivale.
En plus de l’art de la sculpture, Job se montre habile dans la communication. Dès ses premiers jours à Locronan, il sculpte en plein air, à la vue du public, tirant avantage de sa situation de sculpteur pauvre et nouvel arrivant à Locronan. Rapidement, il devient à son tour le modèle des photographes, touristes, reporters et journalistes. On le retrouve sur de nombreuses cartes postales, devenant petit à petit indissociable du village de Locronan,,,,,. Il se montre, comme jouant une performance de rue, en habit traditionnel breton, vêtu d’une peau de bête, et même en bagnard. Son œuvre est exposée et visible de tous depuis la rue, afin que chacun puisse se l’approprier. Les enfants du village sont souvent sollicités comme assistants ponceurs. Les anciens et touristes posent au milieu des sculptures. Certains passent la journée en sa compagnie, coude posé sur l’établi.